# Heinz Stanske
Heinz Stanske (* 2. Dezember 1909 in Berlin; † 7. Januar 1992) war ein deutscher Violinist und Musikpädagoge.

## Leben und Werk
Stanske studierte in Berlin und Mailand. 1938 begann er seine Karriere als Violinsolist.
Von 1944 bis 1955 leitete er eine Meisterklasse an der Musikhochschule Heidelberg. Ab 1955 unterrichtete er an der Musikhochschule Karlsruhe, ab 1959 an der Musikhochschule Frankfurt. 1962 wurde er dort zum Professor ernannt.
Seit 1950 wirkte Stanske als Sonderkonzertmeister des Südwestfunk-Orchesters in Baden-Baden.
Eine Schülerin von Heinz Stanske war Edith Peinemann.